# Fatesch
Fatesch (russisch Фатеж) ist eine Kleinstadt in der Oblast Kursk (Russland) mit 5404 Einwohnern (Stand 14. Oktober 2010).

## Geografie
Die Stadt liegt etwa 45 km nördlich der Oblasthauptstadt Kursk am in die Swapa mündenden Flüsschen Ussoscha im Flusssystem des Dnepr.
Fatesch, die kleinste Stadt der Oblast Kursk, ist Verwaltungszentrum des gleichnamigen Rajons.

## Geschichte
Fatesch wurde als Dorf im 17. Jahrhundert gegründet.
Am 23. Mai 1779 wurde das Stadtrecht als Verwaltungszentrum eines Kreises (Ujesds) verliehen, worauf sich der Ort bis ins 19. Jahrhundert zu einem lokalen Handelszentrum für landwirtschaftliche Produkte entwickelte.
Im Zweiten Weltkrieg wurde Fatesch am 22. Oktober 1941 von der deutschen Wehrmacht besetzt und am 7. Februar 1943 von Truppen der Brjansker Front der Roten Armee während des Vorrückens auf Maloarchangelsk und Sewsk zurückerobert.

### Bevölkerungsentwicklung
| Jahr | Einwohner |
| ---- | --------- |
| 1897 | 6034      |
| 1926 | 2700      |
| 1939 | 3417      |
| 1959 | 3318      |
| 1970 | 4779      |
| 1979 | 4648      |
| 1989 | 5712      |
| 2002 | 5710      |
| 2010 | 5404      |
| 2021 | 4691      |

Anmerkung: Volkszählungsdaten (1926 gerundet)

## Wirtschaft und Infrastruktur

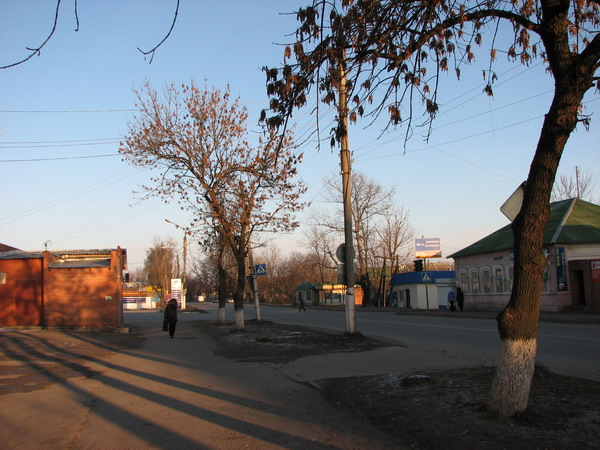
Eine Straße in Fatesch

In Fatesch gibt es kleine Betriebe der Lebensmittel- und Textilindustrie.
Die Stadt liegt an der Fernstraße M2 Moskau–Kursk–Belgorod–ukrainische Grenze und weiter nach Charkiw (Teil der Europastraße 95).

## Persönlichkeiten
- Alexander Baikow (1870–1946), Metallurg, Chemiker und Hochschullehrer
- Georgi Swiridow (1915–1998), Komponist